# (73083) 2002 GK15
(73083) 2002 GK15 – planetoida z pasa głównego asteroid okrążająca Słońce w ciągu 4,08 lat w średniej odległości 2,55 j.a. Odkryta 15 kwietnia 2002 roku.